# Chamaepsila villosula
Chamaepsila villosula är en tvåvingeart som först beskrevs av Johann Wilhelm Meigen 1826.  Chamaepsila villosula ingår i släktet Chamaepsila, och familjen rotflugor. Arten har ej påträffats i Sverige.